# Prix Cenéri Forcinal
Prix Cenéri Forcinal är ett montélopp för fyraåriga hingstar och ston som äger rum i november på Hippodrome de Vincennes i Paris i Frankrike. Det är ett Grupp 2-lopp, man måste minst ha sprungit in 15 000 euro för att få starta. Den samlade prissumman 120 000 euro, varav 54 000 euro i förstapris.

## Vinnare
| År   | Häst               | Far              | Kusk               | Tränare                 | Tid/km |
| ---- | ------------------ | ---------------- | ------------------ | ----------------------- | ------ |
| 2024 | Kaya Dream         | Unbridled Charm  | Damien Bonne       | Etienne Dubois          | 1'13"9 |
| 2023 | Je m'Envole        | Joyau d'Amour    | Mathieu Mottier    | Mathieu Mottier         | 1'13"3 |
| 2022 | Indigo du Poret    | Dollar Macker    | Éric Raffin        | Stephane Cingland       | 1'13"5 |
| 2021 | Hilyrose d'Icelea  | Quopeck          | Mathieu Mottier    | Charley Mottier         | 1'11"4 |
| 2020 | Gospel Pat         | Uriel Speed      | David Thomain      | Philippe Allaire        | 1'11"8 |
| 2019 | Fléche Bourbon     | Saxo de Vandel   | Alexandre Abrivard | Sébastien Guarato       | 1'10"9 |
| 2018 | Elladora de Forgan | Gazouillis       | Franck Nivard      | Franck Leblanc          | 1'11"8 |
| 2017 | Dragon du Fresne   | Saphir Castelets | Matthieu Abrivard  | Laurent-Claude Abrivard | 1'13"9 |
| 2016 | Canadian d'Am      | Ready Cash       | Mathieu Mottier    | Franck Leblanc          | 1'13"3 |
| 2015 | Booster Winner     | Love You         | Éric Raffin        | Sébastien Guarato       | 1'11"8 |
| 2014 | Astor du Quenne    | Opus Viervil     | Éric Raffin        | Sébastien Guarato       | 1'12"7 |